# Кањон Невидио
Кањон Невидио (Невиђбог) је кањон у долини реке Комарнице у северном делу Црне Горе на обронцима планине Дурмитор. Познат је по изузетно неприступачном терену због чега је дуго био неистражен. Налази се на висини од око 935 метара. Дубина кањона је и до 400 метара, а ширина у неким деловима је свега 25 сантиметара.

## Назив
Име кањона „Невидио“ изведено је из његових карактеристика. Поједини делови заклањају долину реке, тако да не допиру сунчеви зраци скоро никада. Због тога је у народу добио назив Невидио, или како се још често назива — „Невиђбог“.

## Одлике
За време плеистоцена, долином Комарнице са дурмиторске Језерске површи спуштао се Језерски ледник који је гранао у више језика, највише ка северу и истоку. Са северне стране Сињајевине пружао се још један ледник који се спајао са језерским стварајући ледничку површину од око 150 км². Највећи од свих (око 15 км) био је Луковски ледник који се спушато са Журима, ка долини комарнице и Жупе Никшићке. Он је за собом оставио наслаге морена и флувиоглацијалне терасе у околини Лукова. Глацијалну долину дурмиторских ледника наследила је након плеистоцена река Комарница.
Река Комарница је једна од притока Пиве. Извире на јужним падинама Дурмитора између Лојаника (2.091 м) и Бољске греде (2.091 м), близу села Добри До. Око стотину метара пре уласка у кањон са северне стране, налази се водопад Грабовница. У близини Невидеа су истоимено село, затим Пошћење и Шавник, удаљен око 5 километара југоисточно.
Улаз у кањон је на надморској висини од 935 метара. Дужина Невидеа је око 1.700 метара (често се наводи и податак од 3 км који није тачан). Кроз цео кањон срећу се брзаци, водопади, букови и слапови и неприступачне стене. Најизразитији део је такозвана „Капија камиказа“, дужине 80 метара и ширине око 25 сантиметара не неким местима. Излаз из кањона је на 810 метара, у јужном делу, на око 2,5 километара узводно од ушћа реке Придворице. Недалеко одтале је и село Пошћење (источно). Дубина кањона је око 450 метара.
Литице Невидеа се надвијају над реком Комарницом и тако заклањују продор сунчевих зрака и светлости у долину. Због тога је кањон највећим делом своје дужине у сталној сенци. Ту влада специфична микроклима са температурама од 4° до 6 °C. Такви услови узроковали су развоју јединствене флоре, па су бројне биљне врсте ендемичне и карактеристичне само за тај простор.

## Историјат
Због својих специфичних карактеристика и неприступачности, Кањон Невидио је био дуго неистражен. Озбиљнији покушаји проласка кроз узану долину предузети су у периоду између 1957. и 1964. године, али без већег успеха. Први покушај 1957. био је дело особа из „Геозавода“ из Београда. Наредни, такође неуспео, извела је група планинара и сниматеља из Србије и Црне Горе, 1965. године, предвођена спелеологом др Јованом Петровићем. Висок водостај и недостатак опреме спречио их је у освајају. Због тога је Невидио носио „титулу“ јединог неистраженог и неосвојеног кањона у Европи.
У августу 1965. године чланови ПСД „Јаворак“ из Никшића, превођени Милошем Бојановићем, започели су операцију проласка кроз кањон. Опремљени ронилачком и планинарском опремом екипа од осам планинара и три сниматеља прошла је кроз кањон и тиме освојила Невидио први пут. Пролазак је трајао два дана, а планинари су ноћили у само кањону над литицама. Након њиховог успеха неколико експедиција је прошло истим путем, а у новије време организују се туристички обиласци Невидија.

## Туризам
Осавремењавањем планинарско-ронилачке опреме и развојем туризма, створили су се услови да кањоном Невидија пролазе и особе које нису стручно обучене за такве активности. За пролазак кроз ову уску долину потребни су ронилачка одела од неопрена, алпинистичка и планинарска опрема. Пролазак кроз кањон спада у пењачку дисциплину познату под називом кањонинг. За пролазак кроз Невидио неопходан је водич који предводи туристичку групу током целе руте. Од почетка туристичког развоја овог краја кањоном је прошло више десетина туриста.
Током 2014. године у кањону је дошло до две незгоде, у којима су две групе туриста из Србије биле заробљене због веома лошег времена и бујице. Акцијом Горске службе спашавања Црне Горе обе екипе су успешно и без повређених спасене из Невидија.